# Вишневец (Минская область)
Вишневе́ц (бел. Вішняве́ц) — агрогородок (ранее — деревня) в составе Вишневецкого сельсовета Столбцовского района Минской области Беларуси. Административный центр Вишневецкого сельсовета. Расположен в 18 км от Столбцов, на автодороге Минск — Несвиж.

## Этимология
Этимология топонима «Говезно», вероятнее всего, имеет связь с названием исчезнувшей реки Говезнянки.
30 июля 1964 года Говезно Указом Президиума Верховного Совета БССР официально переименовали в Вишневец. В 1992 году топонимическая комиссия при Национальной академии наук Беларуси во время проведения экспертизы констатировала тот факт, что прежнее название деревни было единственным на всю Беларусь и имело большую историко-культурную ценность.
В 2006 году возвращение исторического название обсуждалось на уровне местной власти, но так и не получило достаточной поддержки.

## История
Первое упоминание о принадлежащей Несвижскому иезуитскому коллегиуму усадьбе Говезно относится к 1592 году. Усадьба сформировалась на берегу реки Говезнянки. На месте усадьбы теперь находится деревня Новопольцы, основанная в 1964 году. До того момента современные деревни Новопольцы и Вишневец были одним целым местечком Говезно. Новопольцы — это историческое место формирования местечка, а Вишневец развивался вдоль столбцовско-несвижской дороги. Существует ещё и предместье Говезно — деревня Заречье, основанная также жителями расширяющегося местечка. Это свидетельствует о значимой роли Говезно, как крупного центра этой местности в период Средневековья.
Сохранившиеся хозяйственные инвентари (описи магнатских владений) того времени описывают усадьбу Говезно, как большой хозяйственный двор со множеством построек и помещений, обнесённый дубовым забором с характерными въездными воротами той эпохи — ренессансной «брамой». Двор состоял из трёх жилых домов и хозпостроек различного назначения: амбар с зернохранилищем, солодильня, пивоварня, коровник, конюшня, хлев, баня и т. д. На тот момент усадьба имела всё необходимое оснащение для выращивания и обработки зерна.
В 1602 году Николай Радзивилл Сиротка, владевший Говезно в составе своей Несвижской ординации, передал зажиточную усадьбу с окрестностями (170 волок земли) основанному в Несвиже женскому бенедиктинскому монастырю. Монахини умело распорядились полученным имуществом, инвестировав немало средств своего ордена в строительство современной инфраструктуры в Говезно, из-за чего усадьба стала одним из образцовых и показательных хозяйств во всём Великом княжестве Литовском.
С момента построения в 1742 году монахинями-бенедиктинками униатской церкви Говезно приобретает статус местечка.
В 1773 году в местечке было 17 дворов, в 1801 — 19 дворов.
Несвижские монахини-бенедиктинки владели Говезно до самого второго раздела Речи Посполитой, в результате которого в 1793 году Говезно оказалось в составе Российской империи, в Слуцком повете. В 1845 году здесь открылось народное училище, в котором в 1892/93 учебном году занималось 44 мальчика, в 1905/06 — 110 мальчиков и 10 девочек. По ликвидации Брестской унии до 1850 года российские власти существенно перестроили церковь.
В конце XIX — начале XX века местечко было центром волости Слуцкого повета. В 1880 году тут функционировали волостная управа, плебания, корчма и ежегодно проходила ярмарка.
Согласно Рижскому мирному договору 1921 года Говезно оказалось в составе межвоенной Польской республики, где стал центром гмины Новогрудского повета. В 1939 году Говезно вошло в состав БССР, где 12 октября 1940 стал центром сельсовета. Статус поселения был понижен до деревни.
Во время Великой Отечественной войны с июня 1941 года до июня 1944 года Говезно находилось под немецкой оккупацией.

## Население
XIX век
- 1861 год — 138 жителей, 18 дворов
- 1880 год — 144 жителей, 20 дворов
- 1897 год — 215 жителей, 31 двор

XX век
- 1908 год — 216 жителей, 25 дворов
- 1921 год — 257 жителей, 46 дворов
- 1970 год — 307 жителей, 87 дворов
- 1992 год — 661 житель, 212 дворов

## Инфраструктура
В агрогородке функционируют средняя школа, детское дошкольное учреждение, больница (закрыта), амбулатория, библиотека, почта, отделение Беларусбанка, Дом культуры.

## Культура
- Дом культуры
- Музей ГУО "Вишневецкая средняя школа"

## Достопримечательности
- Придорожная часовня (XIX век; около церкви)
- Церковь святого Иоанна Предтечи (1742: современная греко-католическая) —  Историко-культурная ценность Республики Беларусь, шифр 612Г000609. Церковь описал в своих стихах поэт Владислав Сырокомля.
- Обелиск погибшим во время Великой Отечественной войны землякам.
- Старинное здание торговой лавки.

## Галерея
- Вишневец. Виды на церковь святого Иоанна Предтечи